# Grevillea calliantha
Grevillea calliantha là một loài thực vật có hoa trong họ Quắn hoa. Loài này được Makinson & Olde miêu tả khoa học đầu tiên năm 1991.